# Arts and Crafts

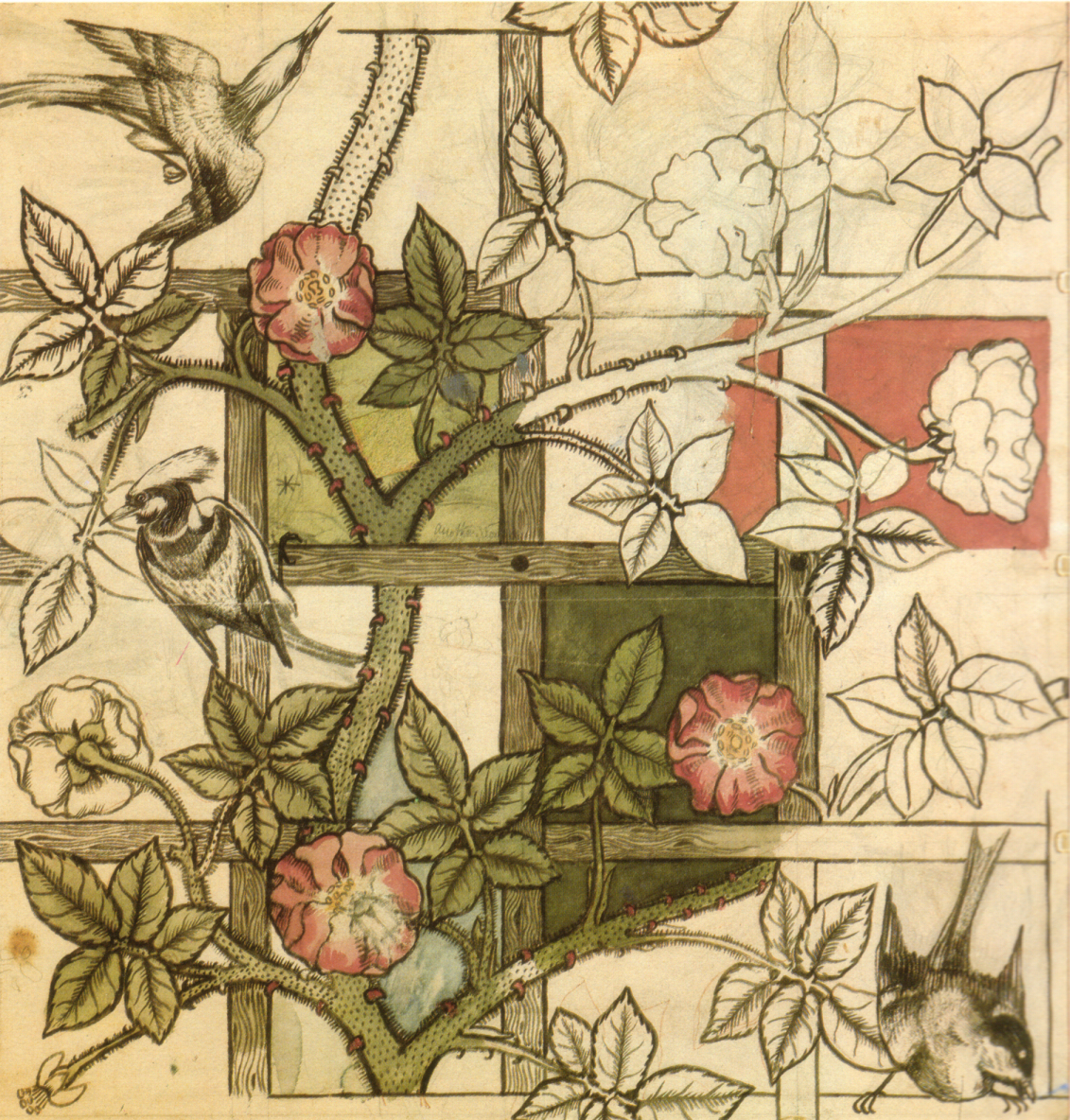
Progetto di William Morris per la carta da parati Trellis (1862).

L'Arts and Crafts (lett. "arti e mestieri") è stato un movimento artistico per la riforma delle arti applicate, una sorta di reazione colta di artisti e intellettuali all'industrializzazione galoppante del tardo Ottocento.

## Storia
Questo movimento artistico nacque in Gran Bretagna nel 1880, grazie a William Morris e si espanse rapidamente in tutti i campi dell'arte applicata.
Tale corrente considera l'artigianato come espressione del lavoro dell'uomo e dei suoi bisogni, ma soprattutto come valore durevole nel tempo e tende a disprezzare i pessimi prodotti, la bassa qualità dei materiali e il miscuglio confuso di stili rappresentati dalla produzione industriale.
Le radici di pensiero di questo movimento si sviluppano dalle considerazioni di Augustus Pugin sull'enfatizzazione dello stile gotico, quale unico stile che contiene i principi della cristianità e, di conseguenza, della purezza e dell'onestà, incapace di nascondere la struttura.
Seguace di Pugin fu John Ruskin, il quale afferma che il nuovo stile deve nascere sulle orme del lavoro medievale, caratterizzato dalla semplicità del lavoro dell'uomo e pertanto concettualmente in contrapposizione alla freddezza dell'industria. Fu proprio Ruskin a contagiare William Morris con questa idea, mentre quest'ultimo segue le lezioni di Ruskin ad Oxford nel 1851. Qui entrerà in contatto con John Bourne, il quale presenterà a Morris Dante Gabriel Rossetti, esponente dei Preraffaelliti. Morris segue così prima la lezione di Ruskin, poi si fa contagiare dai Preraffaelliti ed in seguito ne fa una sintesi.
Il lavoro che Morris propone si basa sulle orme delle antiche corporazioni medievali. Il Medioevo viene visto come un periodo positivo, con una società più coesa e quindi modello anti-industriale.
La sua produzione di tappeti, tessuti, mobili, metalli, quindi, nasce come anti-industriale, e con una forte componente collaborativa (Morris disegna e ri-progetta mobili, li dipinge, lo stesso Morris crea decorazioni geometriche bidimensionali che hanno la caratteristica di essere riprodotte serialmente in quanto sono standardizzate e codificate); tuttavia pone le basi dei principi del design moderno, perché è una produzione eclettica, ariosa, molto più moderna dell'industria del tempo; nonostante questo, è destinata a fallire per i suoi costi elevati e per l'impossibilità di distribuire i suoi prodotti ai vari strati sociali. In realtà Morris creerà anche una società nel 1861 denominata Morris, Marshall & Co. che nascerà dalla passata collaborazione nata per arredare la Red House, casa che William Morris si fa costruire da Philip Webb. Questa azienda userà le "macchine" industriali ma predominerà la concezione iniziale, ovvero: non è l'uomo al servizio della macchina, ma la macchina che deve essere al servizio dell'uomo; e così i prodotti dovranno essere progettati per essere altamente qualitativi per l'uomo, non per essere semplicemente più facilmente realizzabili da una macchina. Morris condivide con Ruskin i principi fondamentali dell'analisi sulla degenerazione dei gusti, ed entrambi lo imputano al forte condizionamento subìto dal consumatore, dall'artista e dal produttore, causato dalla struttura socio-economica.
Il più importante esempio di questo stile fuori dal territorio britannico è Casa Cuseni a Taormina considerata dal Victoria and Albert Museum di Londra come uno dei massimi capolavori al pari della madrepatria.